# Hôtel Duchesne d'Aigrevaux
L'hôtel Duchesne d'Aigrevaux est un hôtel particulier localisé à Vesoul, en Haute-Saône. Cet édifice à la particularité de n'avoir gardé que sa façade principale comme construction d'origine.

## Localisation
L'hôtel se trouve dans le Vieux-Vesoul, à proximité de l'église Saint-Georges.

## Histoire

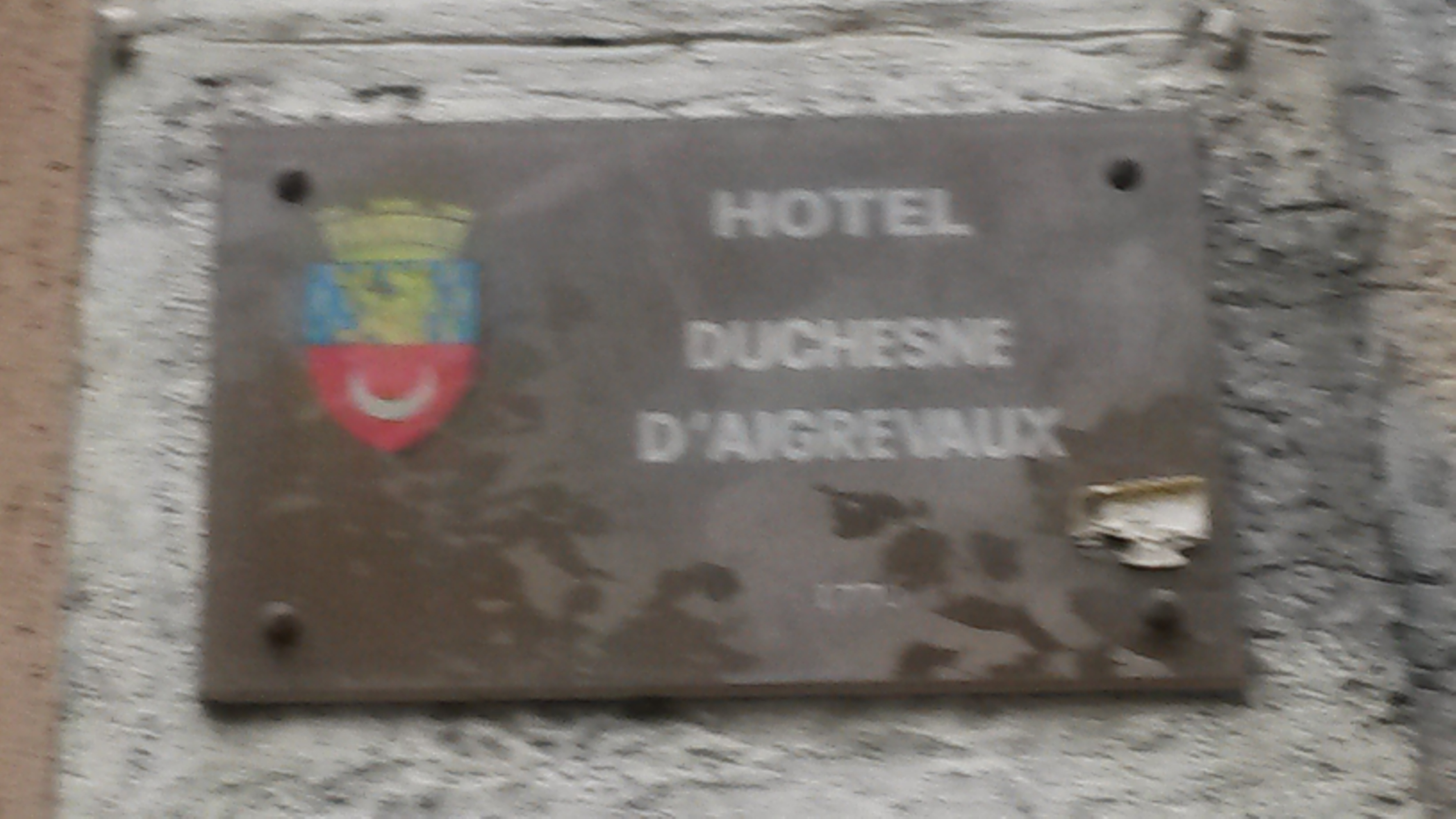
Plaque commémorative.

L'édifice a été construit en 1776, peu après la construction de l'église. Une plaque a été apposée sur sa façade.